# Diago
Pour les articles homonymes, voir Roberto Diago et Sahily Diago.
Diago est une localité et une commune rurale malienne de l'arrondissement central de Kati dans le cercle de Kati et la région de Koulikoro.

## Villages
La commune s'étend sur 7 localités relevées lors du recensement général de 2009. 
Les villages les plus peuplés sont :
- Diago (2 253 habitants)
- Komitan (1 852 habitants)
- N'Goro (1 789 habitants)